# Antiphytum heliotropioides
Antiphytum heliotropioides är en strävbladig växtart som beskrevs av A. Dc. Antiphytum heliotropioides ingår i släktet Antiphytum och familjen strävbladiga växter. Inga underarter finns listade i Catalogue of Life.